# Liste des sites Natura 2000 du Morbihan
Cet article recense les sites Natura 2000 du Morbihan, en France.

## Statistiques
Le Morbihan compte 25 sites classés Natura 2000. 18 bénéficient d'un classement comme site d'intérêt communautaire (SIC), 7 comme zone de protection spéciale (ZPS).

## Liste
| Site                                                                           | Type | ZNIEFF | Localisation | Superficie (ha) | Fiche     | Coordonnées                        | Photo                                                                               |
| ------------------------------------------------------------------------------ | ---- | ------ | --- | --------------- | --------- | ---------------------------------- | ----------------------------------------------------------------------------------- |
| Belle-Île-en-Mer                                                               | SIC  |        | | +17 359,        | FR5300032 | 47° 20′ 06″ nord, 3° 08′ 36″ ouest | Belle-Île, vue depuis le satellite Spot.                                            |
| Chiroptères du Morbihan                                                        | SIC  |        | | +0 0002,        | FR5302001 | 47° 42′ 14″ nord, 2° 39′ 18″ ouest |                                                                                     |
| Complexe de l'est des Montagnes Noires                                         | SIC  |        | | +01 404,        | FR5300003 | 48° 12′ 01″ nord, 3° 30′ 37″ ouest | La calotte Saint-Joseph et le village de Botquelez en Langonnet.                    |
| Ellé                                                                           | SIC  |        | | +02 103,        | FR5300006 | 48° 00′ 58″ nord, 3° 27′ 58″ ouest | Roches du diable.                                                                   |
| Estuaire de la Vilaine                                                         | SIC  |        | Marais de Pénestin | +04 769,        | FR5300034 | 47° 30′ 00″ nord, 2° 30′ 30″ ouest | Embouchure de la Vilaine.                                                           |
| Forêt de Paimpont                                                              | SIC  |        | | +01 221,        | FR5300005 | 48° 01′ 05″ nord, 2° 12′ 19″ ouest | Embouchure de Brocéliande.                                                          |
| Forêt de Quénécan, vallée du Poulancre, landes de Liscuis et gorges du Daoulas | SIC  |        | | +00922,         | FR5300035 | 48° 13′ 18″ nord, 3° 07′ 14″ ouest | Chemin dans la forêt de Quénécan.                                                   |
| Golfe du Morbihan, côte ouest de Rhuys                                         | SIC  |        | | +20 609,        | FR5300029 | 47° 34′ 43″ nord, 2° 49′ 30″ ouest | Image spatiale du golfe du Morbihan.                                                |
| Île de Groix                                                                   | SIC  |        | | +28 381,        | FR5300031 | 47° 37′ 53″ nord, 3° 29′ 13″ ouest | L'île de Groix, vue depuis le satellite Spot.                                       |
| Îles Houat et Hoëdic                                                           | SIC  |        | | +17 797,        | FR5300033 | 47° 23′ 42″ nord, 2° 57′ 55″ ouest | Houat, vue du ciel.                                                                 |
| Laïta, pointe du Talud, étangs du Loc'h et de Lannenec                         | SIC  |        | | +00925,         | FR5300059 | 47° 44′ 41″ nord, 3° 29′ 55″ ouest | L'embouchure de la Laïta à Guidel.                                                  |
| Marais du Mès, baie et dunes de Pont-Mahé, étang du Pont de Fer                | SIC  |        | | +02 085,        | FR5200626 | 47° 24′ 48″ nord, 2° 25′ 38″ ouest |                                                                                     |
| Marais de Vilaine                                                              | SIC  |        | | +10 891,        | FR5300002 | 47° 35′ 12″ nord, 2° 08′ 33″ ouest |                                                                                     |
| Massif dunaire de Gâvres-Quiberon et zones humides associees                   | SIC  |        | Dunes de Plouhinec, pointe du Conguel | +06 828,        | FR5300027 | 47° 36′ 56″ nord, 3° 10′ 20″ ouest | Espace dunaire de Gâvres à Quiberon.                                                |
| Rivière d'Étel                                                                 | SIC  |        | | +04 259,        | FR5300028 | 47° 43′ 39″ nord, 3° 09′ 19″ ouest | La ria d'Étel, vue depuis Plouhinec ; l'Île Nichtarguér.                            |
| Rivière de Pénerf, marais de Suscinio                                          | SIC  |        | | +04 924,        | FR5300030 | 47° 30′ 17″ nord, 2° 38′ 45″ ouest | La rivière de Pénerf, vue depuis Pénerf.                                            |
| Scorff, forêt de Pont-Calleck, Sarre                                           | SIC  |        | | +02 419,        | FR5300026 | 48° 00′ 13″ nord, 3° 15′ 27″ ouest | Le Scorff en forêt de Pont-Calleck.                                                 |
| Vallée de l'Arz                                                                | SIC  |        | | +01 234,        | FR5300058 | 47° 42′ 34″ nord, 2° 20′ 45″ ouest |                                                                                     |
| Baie de Quiberon                                                               | ZPS  |        | | +00905,         | FR5310093 | 47° 32′ 40″ nord, 3° 09′ 00″ ouest | La Baie de Quiberon                                                                 |
| Baie de Vilaine                                                                | ZPS  |        | | +06 851,        | FR5310074 | 47° 30′ 00″ nord, 2° 28′ 00″ ouest | Embouchure de la Vilaine, vue du ciel.                                              |
| Golfe du Morbihan                                                              | ZPS  |        | Anse de Mancel, île Ilur, marais du Duer, marais de Lasné, marais de La Villeneuve, marais de Ludré, marais de Pen an Toul, marais de Truscat, pointe des Émigrés, pointe de Penhap, marais de Séné, anse est de l'île Tascon, Vincin, etc. | +09 502,        | FR5310086 | 47° 35′ 00″ nord, 2° 53′ 00″ ouest | Le golfe du Morbihan vu du ciel ; Île-d'Arz, Île-aux-Moines et presqu'île de Rhuys. |
| Îles Houat et Hoëdic                                                           | ZPS  |        | | +17 322,        | FR5312011 | 47° 23′ 42″ nord, 2° 57′ 53″ ouest | Houat, vue du ciel.                                                                 |
| Mor braz                                                                       | ZPS  |        | | +40 276,        | FR5212013 | 47° 22′ 05″ nord, 2° 36′ 20″ ouest | Méaban.                                                                             |
| Rade de Lorient                                                                | ZPS  |        | | +00487,         | FR5310094 | 47° 41′ 40″ nord, 3° 17′ 40″ ouest | Larmor-Plage et la rade de Lorient, vus du ciel.                                    |
| Rivière de Pénerf                                                              | ZPS  |        | | +04 495,        | FR5310092 | 47° 31′ 00″ nord, 2° 36′ 00″ ouest | La rivière de Pénerf, vue depuis Pénerf.                                            |